# Povo da Areia
Povo da Areia (ou também conhecidos como Tusken Raiders) é uma raça alienígena fictícia da franquia Star Wars. Eles apareceram pela primeira vez no Episódio IV – Uma Nova Esperança (1977).

## Representação
O Povo da Areia é retratado como um grupo xenófobos e é conhecido por ser agressivo em suas interações com outras espécies, embora seja capaz de se comprometer e cooperar com estranhos. Os seus membros se vestem com túnicas de tecido pesado e cobrem a cabeça com tiras de tecido para proteger a respiração e os olhos. Eles aprenderam a treinar os Banthas nativos de Tatooine como montarias, e um grupo de saqueadores de Tuskens os montará em fila indiana para esconder seu número.

## Aparições em Star Wars
O Povo da Areia apareceu pela primeira vez em Star Wars: Episódio IV – Uma Nova Esperança (1977). No início do filme, um grupo deles ataca Luke Skywalker nos Resíduos da Terra Firme e o deixa inconsciente. No entanto, no momento em que eles estão passando pelo landspeeder de Luke, Obi-Wan Kenobi os afugenta imitando o chamado de acasalamento de um dragão Krayt e resgata Luke.
O Povo da Areia aparece brevemente no Episódio I – A Ameaça Fantasma, atirando nos pilotos do podracer Boonta Eve Classic, e novamente no Episódio II: Ataque dos Clones, ambientado 22 anos antes do Episódio IV; nesse filme, eles sequestram a mãe de Anakin Skywalker, Shmi Skywalker, e a torturam por um mês. Anakin acaba encontrando-a, mas ela está mortalmente ferida e morre em seus braços. Tomado por uma fúria violenta, Anakin massacra toda a tribo por vingança, incluindo as mulheres e as crianças. Isso foi mencionado pelo Chanceler Palpatine no Episódio III – A Vingança dos Sith para justificar o raciocínio de Anakin para matar o Conde Dookan e, depois que ele diz isso, um som fraco dos chamados zurros do Povo da Areia é ouvido na mente de Anakin enquanto ele pondera. Em Star Wars Rebels na Temporada III, Episódio 20, um grupo de Tuskens ataca Ezra e Chopper quando eles aterrissam em Tatooine para procurar Kenobi, destruindo com sucesso sua nave. No entanto, Ezra e Chopper escapam e os Tuskens são mortos por Darth Maul.
O Povo da Areia aparece em The Mandalorian. No episódio da 1ª temporada “Chapter 5: The Gunslinger”, Din Djarin se depara com um pequeno grupo de Raiders enquanto viaja por suas terras, em busca de uma recompensa. Eles são inicialmente hostis até que ele se comunica com eles por meio da linguagem de sinais. Ele consegue trocar um par de binóculos por uma passagem segura. No episódio da segunda temporada “Chapter 9: The Marshal”, um clã Tusken se une aos aldeões de Mos Pelgo para matar um dragão krayt.
Uma tribo de Tusken Raiders aparece em vários flashbacks nos três primeiros episódios de O Livro de Boba Fett, onde eles encontram Boba Fett depois que ele escapou do Sarlacc, teve sua armadura mandalorianos roubada e foi deixado para morrer. Inicialmente, eles o forçam a trabalhar como escravo cavando melões negros no deserto, até que ele ganha o respeito e a admiração deles depois de matar uma grande criatura da areia, salvando a vida de uma criança Tusken no processo. Depois disso, os Tuskens recebem Fett como um dos seus, ensinando-lhe seu estilo de combate e habilidades de sobrevivência no deserto e, por fim, iniciando-o em sua tribo depois que ele passa em um teste. Por sua vez, Fett ajuda os Tuskens a invadir um trem de especiarias do Pykes Syndicate que estava atacando seu território, ensinando-os a pilotar motos de corrida no processo, e exige que os Pykes paguem um pedágio à tribo antes de entrar em seu território novamente no futuro. No entanto, após retornar da cobrança do pedágio, Fett descobre que a tribo foi massacrada, aparentemente pela gangue Nikto, da qual ele havia roubado as motocicletas, e realiza um funeral improvisado. No sétimo episódio, é revelado que foram os Pykes que mataram a tribo e incriminaram a gangue Nikto.